# Insulisina
L'insulisina (o insulinasi) è un enzima, appartenente alla classe delle idrolasi, che catalizza la degradazione dell'insulina, del glucagone e di altri polipeptidi (non ha azione su altre proteine in genere).
Si tratta di un enzima citosolico da 110 kDa, identificato nei mammiferi e in Drosophila melanogaster. Inibito dalla bacitracina, dagli agenti chelanti EDTA e 1,10-fenantrolina e dai reagenti tiolo-bloccanti come la N-etilmaleimmide (ma non dal fosforamido). L'enzima fa parte della famiglia M16 delle peptidasi (quella della pitrilisina).